# 郑幼儒
郑幼儒（？—？），荥阳开封（今河南省开封市）人，出自荥阳郑氏北祖第二房，是北魏建威将军、东徐州刺史、鸿胪少卿郑胤伯之子，郑希隽的弟弟。
郑幼儒喜爱学习处世谨慎，当时的声望非常优秀，丞相、高阳王元雍把女儿嫁给了他。郑幼儒历任尚书郎、通直郎、司州别驾，被称道居官称职，死后朝廷赠予散骑常侍、安东将军、兖州刺史，谥号景或者肃。郑幼儒去世后他的夫人纵欲淫乱凶暴悖逆，两个儿子郑敬道、郑敬德都没有才能，一起投奔西魏。郑幼儒的堂兄郑伯猷经常对亲友说：“堂弟是个人才，足以成为道德高尚的人，不幸得到如此的夫人，让他死了之后名声也完了，让人悲哀叹息。”